# Budka Suflera
Budka Suflera — польський рок-гурт, заснований 1974 року Кшиштофом Цуговським (Krzysztof Cugowski) спільно із Ромуальдом Ліпком (Romuald Lipko) і Томашем Зелішевським (Tomasz Zeliszewski) в Любліні. Гурт став відомим завдяки своїм рок-баладам, деякі з яких вважаються одними з найкращих пісень Польщі.

## Історія

### Початковий період (1969—1974)
Хоча офіційно початком творчості гурту вважається 1974 рік, але історію гурту ведуть від 1969 року, коли Кшиштоф Цуговський (тоді ще учень старших класів) спільно зі своїми шкільними друзями — гітаристом Кшиштофом Брозі (Krzysztof Brozi), басистом — Янушем Пендзішем (Janusz Pędzisz) і барабанщиком — Яцеком Грюною (Jacek Grüna) створив музичний колектив. Із перших записів гурту збереглась лише одна пісня — «Blues George'a Maxwella», яка пізніше була видана в альбомі Underground. Восени 1970 року гурт перестав існувати.
В 1970 році у гурті з'явився Ромуальд Ліпко. Приблизно тоді ж гурт отримав свою теперішню назву. До складу колективу входили також гітарист Анджей Зюлковський (Andrzej Ziółkowski) і барабанщик Ришард Сівець (Ryszard Siwiec). В такому складі гурт виступав до весни 1971 року, коли Цуґовський вступив до вишу. Гурт чекав на повернення вокаліста, працюючи у Театрі ім. Остерви, де виконував музику в спектаклі «Ґвалт, що відбувається!» («Gwałtu, co się dzieje!»). Успіх вистави дозволив гурту існувати без фронтмена. За цей час у гурті змінилось декілька барабанщиків; наприкінці основним барабанщиком став Збігнев Зелінський (Zbigniew Zieliński).
Вихідною точкою в кар'єрі гурту стала ідея давнього друга колективу Єжи Янишевського (Jerzy Janiszewski), котрий запропонував записати польську версію пісні Ain't No Sunshine» з репертуару Білла Візерса. Незважаючи на початковий скептицизм музикантів, запис все ж відбувся. Участь в ньому взяв також бек-хор та смичкові інструменти. В результаті з'явилось більше 20 версій цього твору, названого в польській версії «Сон про долину» («Sen o dolinie»), з яких була вибрана та версія, де наприкінці пісні через помилки барабанщика всі інструменти перестають грати і лише вокаліст продовжує співати (саме ця версія ввійшла у альбом «Underground»). Виконання пісні призвело до того, що гурту було запропоновано записати альбом і посипались численні пропозиції про концерти.

### Прорив (1975—1976)
Восени 1974 року гурт записав одну зі своїх найвідоміших композицій — «Cień wielkiej góry» («Тінь великої гори»), появу якої було інспіровано трагічною смертю польських альпіністів у Гімалаях в 1973 році. Вона одразу ж стала національним хітом. У 1975 році вийшов однойменний альбом. Він мав великий успіх. Гурт вирушив у тур в НДР. Там були записані деякі хіти гурту німецькою мовою. У 1976 році засновник гурту Кшиштоф Цуґовський покинув склад заради сольної кар'єри і був змінений Станіславом Венглошем.
Під час свого існування гурт змінив багато учасників. У 2005 році Кшиштоф Цуговський знову став її вокалістом. Гурт записав 15 студійних альбомів і завоював популярність як у Польщі, так і закордоном. 30 жовтня 2009 року вийшов новий альбом гурту, який називається «Zawsze czegoś brak».

## Склад гурту
Склад гурту багато разів змінювався з початку його заснування. Від 2019 року до гурту входять:
- Роберт Жарчиньский — вокал
- Ромуальд Ліпко — клавішні
- Томаш Зелішевський — барабани
- Даріуш Бафелтовський — гітара
- Мечислав Юрецький — бас-гітара
- Пйотр Богутин — гітара

## Дискографія

### Студійні альбоми
- Cień wielkiej góry (1975)
- Przechodniem byłem między wami (1976)
- Na brzegu światła (1979)
- Ona przyszła prosto z chmur (1980)
- Za ostatni grosz (1982)
- Czas czekania, czas olśnienia (1984)
- Giganci tańczą (1986)
- Ratujmy co się da (1988)
- Cisza (1993)
- Noc (1995)
- Nic nie boli, tak jak życie (1997)
- Bal wszystkich świętych (2000)
- Mokre oczy (2002)
- Jest (2004) POL #2[1]
- Zawsze czegoś brak (2009) POL #19[2]
- 10 lat samotności (2020)
- Skaza (2023)

### Мініальбоми
- American Tour (1987)
- 4 Pieces to Go (1992)

### Живі альбоми
- Budka w Operze, Live from Sopot '94 (1994)
- Akustycznie (1998)
- Live at Carnegie Hall (2000)

### Збірники
- 1974-1984 (1984)
- The Best of Urszula & Budka Suflera (1988)
- Greatest Hits (1992)
- Underground (1993)
- Greatest Hits II (1999)
- Antologia 74-99 (1999)
- Budka Suflera dla tp.internet (2000)
- The Best Of (5 track CD) (2002)
- Palę sobie… (5 track CD) (2003)
- Posluchaj sobie (5 track CD) (2003)
- Leksykon Budki Suflera 1974—2005 (2006)
- Gwiazdy Polskiej muzyki lat 80: Budka Suflera (2007)